# Jacob Fiedler
Jacob Fiedler (* 20. Juni 1987) ist ein ehemaliger deutscher Radrennfahrer.

## Sportliche Karriere
Jacob Fiedler begann seine Karriere 2006 bei dem Continental Team Milram, dem Farmteam der deutschen ProTeam Milram. In seinem zweiten Jahr dort gewann er gemeinsam mit seinen Teamkollegen Grischa Janorschke, Christian Kux und Michael Weicht den Prolog der Thüringen-Rundfahrt, der als Mannschaftszeitfahren ausgetragen wurde. 2010 gewann er die Harzrundfahrt und 2012 belegte er bei der Ronde van Midden-Zeeland Platz zwei. 2014 beendete er seine Radsportlaufbahn.

## Erfolge
2007
- Mannschaftszeitfahren Internationale Thüringen Rundfahrt

2010
- Harzrundfahrt

## Teams
- 2006–2008 Continental Team Milram
- 2011–2013 Team NSP